# Rabanal Viejo
Rabanal Viejo es una localidad del municipio leonés de Santa Colomba de Somoza, en la Comunidad Autónoma de Castilla y León. 
La iglesia está dedicada a san Martín.

## Localidades limítrofes
Confina con las siguientes localidades:
- Al norte con Argañoso.
- Al noreste con Viforcos.
- Al sureste con El Ganso.
- Al sur con Santa Marina de Somoza.
- Al suroeste con Rabanal del Camino.
- Al oeste con La Maluenga.

## Demografía
Evolución de la población
| Gráfica de evolución demográfica de Rabanal Viejo entre 2000 y 2017 |
|                                                                     |
| Población de derecho (2000-2017) según el padrón municipal del INE  |

## Historia
Así se describe a Rabanal Viejo en el tomo XIII del Diccionario geográfico-estadístico-histórico de España y sus posesiones de Ultramar, obra impulsada por Pascual Madoz a mediados del siglo XIX:

Lugar en la provincia de León, partido judicial y diócesis de Astorga, audiencia territorial y capitanía general de Valladolid, ayuntamiento de Rabanal del Camino. Situado en un valle; su clima es bastante sano. Tiene 22 casas, iglesia parroquial (San Martín), matriz de la Maluenga, servida por un cura de ingreso y libre provisión, y buenas aguas potables. Confina con Argañoso, Foncebadón, Brazuelo de Pradorrey y el Ganso. El terreno es flojo. Los caminos dirigen a los pueblos limítrofes y el que de Astorga va a Ponferrada. Producciones: centeno, patatas y pastos; cría ganados y alguna caza. Industria: la arriería. Población: 21 vecinos, 120 almas. Contribución: con el ayuntamiento.
Diccionario geográfico-estadístico-histórico de España y sus posesiones de Ultramar